# Карасёв, Андрей Владимирович
Андрей Владимирович Карасёв (род. 8 марта 1984, Москва) — российский композитор. Лауреат премии «Ника» (2011).

## Биография
Окончил музыкальную школу № 68 Р. К. Щедрина, затем музыкальное училище.

## Творчество
Музыка к кинофильмам:
- 2010 Овсянки, реж. Алексей Федорченко
- 2012 Небесные жёны луговых мари, реж. Алексей Федорченко
- 2014 Ангелы революции, реж. Алексей Федорченко
- 2021 Последняя «Милая Болгария», реж. Алексей Федорченко
- 2023 Новый Берлин, реж. Алексей Федорченко

Музыка к театральным постановкам:
- 2012 Le spleen de Paris et autres textes de Charles Baudelaire, М. Бучирелли (режиссёр, Швейцария)[1].

## Премии и номинации
- 2010 — номинант на премию кинокритиков и кинопрессы «Белый слон» за лучшую музыку к фильму «Овсянки»;
- 2010 — номинант на премию «Золотой орёл» за лучшую музыку к фильму «Овсянки»;
- 2011 — номинант на премию «Ника» в категории «Открытие года», фильм «Овсянки» (композитор);
- 2011 — лауреат премии «Ника» за лучшую музыку к фильму «Овсянки»[4].
- 2016 — номинант на премию «Ника» за лучшую музыку к фильму «Ангелы революции».